# Paracardenius schoutedeni
Paracardenius schoutedeni är en insektsart som beskrevs av Bolívar, I. 1912. Paracardenius schoutedeni ingår i släktet Paracardenius och familjen gräshoppor. Inga underarter finns listade i Catalogue of Life.